# Pierre Milza
Pierre Milza (Parigi, 16 aprile 1932 – Saint-Malo, 28 febbraio 2018) è stato uno storico francese.
Era professore emerito presso l'Istituto di Studi Politici di Parigi.
Le sue numerose opere si concentrano principalmente sulla storia d'Italia, sulla storia dell'immigrazione italiana in Francia e sulla storia del fascismo, di cui è stato uno degli specialisti riconosciuti. Lo si ricorda in particolare come autore di Voyage en Ritalie, Mussolini (premio Guizot-Calvados, Grand Prix d'histoire della Société des gens de lettres, Gran Premio del Collège de France, premio Paul-Michel Perret dell'Académie des Sciences morales et politiques), Napoleone III (Premio degli ambasciatori, Point Biography Award), Storia dell'Italia dalle origini ad oggi (Premio Joseph Teil dell'Accademia delle scienze morali e politiche) e Garibaldi.

## Biografia
Figlio di un emigrato italiano (suo padre nacque a Bardi) e di una francese, frequentò la scuola di formazione per insegnanti della Senna nei primi anni Cinquanta, dove incontrò Serge Berstein che, da quel momento in poi, diventerà il suo "migliore amico": i due collaboreranno insieme alla stesura di molti libri.
Conseguito il dottorato di ricerca in storia, è stato assistente (1968-1977) e poi professore (1978-2000) all'Istituto di studi politici di Parigi, specializzandosi sull'Italia contemporanea, in particolare sul fascismo. Fu autore di numerose pubblicazioni che vengono considerate di grande autorevolezza nell'ambiente accademico; tra queste i manuali della collana Initial presso l'editore Hatier, in collaborazione con Serge Berstein.
Nel 1984 fondò il Centro per la storia dell'Europa nel XX secolo presso la National Foundation for Political Science. Fino al 2000, quando Jean-François Sirinelli lo sostituirà, ne fu anche il direttore. 
Insegnò per un anno accademico al Graduate Institute of International Studies presso l'Università di Ginevra e diresse il Journal of Modern and Contemporary History. Presiedette fino al 1982 il Comitato franco-italiano per gli studi storici e il Centro di studi e documentazione sull'emigrazione italiana.
Politicamente si definiva "compagno di strada" del Partito comunista francese prima di aderire al Partito socialista.

## Vita privata
Ebbe due figli: il maggiore, Olivier Milza, anch'egli storico, e il più giovane, Stéphane Milza, agente immobiliare a Saint-Malo.
Negli anni Ottanta si era trasferito a Miniac-Morvan, vicino a Saint-Malo.

## Pubblicazioni

### Edizioni originali
- L'Italie fasciste devant l'opinion française, 1920-1940, Paris, Armand Colin, «Kiosque», 1967.
- Con Serge Berstein, L'Italie fasciste, Paris, Armand Colin, 1970.
- Con Serge Berstein, L'Italie contemporaine. Des nationalistes aux Européens, Paris, Armand Colin, 1973.
- Con Marianne Benteli, Le fascisme au XXe siècle, Paris, Richelieu-Bordas, 1973.
- Con Serge Berstein, Le fascisme italien, 1919-1945, Paris, Le Seuil, 1980.
- Français et Italiens à la fin du XIXe siècle, Rome, Ecole Française de Rome, 2 volumes, 1981.
- Le nouveau désordre mondial, Paris, Flammarion, 1983.
- Les fascismes, Paris, Imprimerie Nationale, 1985.
- Le fascisme italien et la presse française, 1920-1940, Bruxelles, Complexe, 1987. Nuova edizione dell'opera del 1967.
- In collaborazione con Marianne Amar, L'immigration en France au XXe siècle, Paris, Armand Colin, 1990.
- Voyage en Ritalie, Paris, Plon, 1993.
- Con Marie-Claude Blanc-Chaléard, Le Nogent des Italiens, Paris, Autrement, 1995.
- Les relations internationales de 1918 à 1939, Paris, Armand Colin, collection «Cursus», 1995.
- In co-direczione avec Antoine Marès, Le Paris des étrangers depuis 1945, Paris, Publications de la Sorbonne, 1995.
- Les relations internationales. I. De 1945 à 1973, Paris, Hachette, 1996.
- Les relations internationales. II. De 1973 à nos jours, Paris, Hachette, 1997.
- Sources de la France au XXe siècle, Paris, Larousse, 1997.
- In collaborazione con Serge Berstein, Axes et méthodes de l'histoire politique, Paris, PUF, 1998.
- In collaborazione con Serge Berstein, L'Allemagne de 1870 à nos jours, Armand Colin, Paris, 1999 (dernière édition).
- Mussolini, Paris, Fayard, 1999, 985 p.(Prix Guizot, Grand Prix d'histoire de la Société des gens de lettres, 2000).
- Verdi et son temps, Paris, Perrin, 2001, 308 p.(Prix Pierre-Lafue 2001).
- In collaborazione con Serge Berstein, Histoire de l'Europe contemporaine, Hatier, Paris, 2002.
- L'Europe en chemise noire. Les extrêmes droites de 1945 à aujourd'hui, Paris, Fayard, «Nouvelles études contemporaines», 2002, 480 p.
- Napoléon III, Paris, Perrin, 2004.
- Voltaire, Paris, Perrin, 2007.
- L'année terrible, la guerre franco-prussienne, septembre 1870 - mars 1871, Paris, Perrin, 2009.
- Les relations internationales de 1871 à 1914, Collection Cursus, Paris, Armand Colin, 2009.
- Pie XII, Paris, Fayard, 2014.

### Edizioni italiane
- Mussolini (Mussolini, Fayard, 1999), traduzione di G.C. Brioschi e F. Scarpelli, Collana Saggi n.8, Roma, Carocci, 2000, ISBN 978-88-430-1686-0. -
- Verdi e il suo tempo, traduzione di G.C. Brioschi, Collana Le sfere n.5, Roma, Carocci, 2001, ISBN 978-88-430-1967-0.
- Pierre Milza-Serge Berstein, Dizionario dei fascismi. Personaggi, partiti, culture e istituzioni in Europa dalla Grande Guerra a oggi, traduzione di Francesco Saba Sardi, Collana Saggistica, Milano, Bompiani, 2002, ISBN 978-88-452-5067-5.
- Europa estrema. Il radicalismo di Destra dal 1945 a oggi, traduzione di M. Litri, Collana Saggi n.20, Roma, Carocci, 2003, ISBN 978-88-430-2548-0.
- Pierre Milza-Serge Berstein, Storia del fascismo. Da piazza San Sepolcro a piazzale Loreto, traduzione di M.G. Meriggi, Collana Storia e biografie, Milano, BUR, 2004, ISBN 978-88-17-00171-7.
- Storia d'Italia. Dalla preistoria ai giorni nostri (Histoire de l'Italie des origines à nos jours, Fayard, 2005), Collana Storica, Milano, Corbaccio, 2006, ISBN 978-88-7972-806-5.
- Gli ultimi giorni di Mussolini (Les derniers jours de Mussolini, Fayard, 2010), traduzione di M. Uberti Bona, Collana Storica n.4, Milano, Longanesi, 2011, ISBN 978-88-304-3080-8.
- Garibaldi (Garibaldi, Fayard, 2012), traduzione di M.E. Morin, Collana Storica n.7, Milano, Longanesi, 2013, ISBN 978-88-304-3614-5.
- Hitler e Mussolini. Tutti i segreti di una tragica amicizia (Conversations Hitler-Mussolini, Fayard, 2013), traduzione di G. Maugeri, Collana Storica n.9, Milano, Longanesi, 2015, ISBN 978-88-304-4007-4.